# Pseudouroplectes
 (avril 2025).
Genre
Pseudouroplectes est un genre de scorpions de la famille des Buthidae.

## Distribution
Les espèces de ce genre sont endémiques de Madagascar.

## Liste des espèces
Selon The Scorpion Files (22/12/2021) :
- Pseudouroplectes betschi Lourenço, 1995
- Pseudouroplectes jacki Lourenço, 2021
- Pseudouroplectes lalyae Lourenço & Ythier, 2010
- Pseudouroplectes maculatus Lourenço & Goodman, 2006
- Pseudouroplectes pidgeoni Lourenço & Goodman, 1999
- Pseudouroplectes tsingy Lourenço, Wilmé & Waeber, 2016

## Publication originale
- Lourenço, 1995 : « Description de trois nouveaux genres et quatre nouvelles espèces de scorpions Buthidae de Madagascar. » Bulletin du Muséum National d'Histoire Naturelle Section A Zoologie Biologie et Écologie Animales, sér. 4, vol. 17, no 1/2, p. 95-106 (texte intégral).